# General Dynamics F-111K
O General Dynamics F-111K foi uma aeronave protótipo pretendida para a Força Aérea Real, sendo uma variante do General Dynamics F-111 para actuar em ataques tácticos atrás da linha da frente, dando apoio logístico às forças terrestres.
O projecto foi iniciado em 1965 após o cancelamento do projecto BAC TSR-2. Planeada para ser um híbrido de diversas variantes do F-111 para responder às necessidades da RAF, foram encomendadas 50 exemplares, feitos em 1967, porém todos cancelados um anos mais tarde.